# Nacho Fresneda
José Ignacio Fresneda García  (Cuart de Poblet, Valencia, 19 de junio de 1971), conocido como Nacho Fresneda, es un actor español conocido por su interpretación del personaje de Manuel Aimé en la serie Hospital Central y como Alonso de Entrerríos en El Ministerio del Tiempo. Ha trabajado también en cine y teatro, así como en otros proyectos televisivos. Encarnó el papel de Ezequiel en la serie Reina Roja de Prime Vídeo. También interpretó al doctor Mauricio Salcedo en la serie Amar en tiempos revueltos. Saltó al panorama internacional en 2011 al interpretar a Driss Larbi en La Reina del Sur.

## Biografía
Nacho Fresneda es un actor con una larga trayectoria profesional, tanto en teatro como en televisión. Entre las obras de teatro en las que ha participado podemos citar, a modo de ejemplo, Bodas de sangre, Titanic o Macbeth. Su trabajo en el cine no ha sido muy extenso; aun así, podemos destacar algunas películas en las que ha participado como Tranvía a la Malvarrosa, su primer trabajo, o Atlas de geografía humana.
En la pequeña pantalla es donde Fresneda ha obtenido más popularidad. A partir del año 2000, empezó a ser un rostro de lo más conocido en la televisión autonómica catalana TV3. Participó en la serie de sobremesa El cor de la ciutat, donde interpretó a Huari Ajiram. En 2002 saltó a la fama a nivel nacional con su papel del doctor Manuel Aimé en la serie de Telecinco Hospital Central. Fresneda abandonó la serie en la decimoquinta temporada (2008), aunque reapareció en el último capítulo de la 19.ª temporada.
En 2009 volvió a la televisión con el papel del doctor Mauricio Salcedo en la serie de sobremesa Amar en tiempos revueltos, de Televisión española.
En 2011 participó en la producción internacional La reina del sur, basada en la obra homónima de Arturo Pérez-Reverte, interpretando a Driss Larbi.
En 2012 volvió a la televisión catalana para protagonizar la serie Gran Nord junto a Aina Clotet y Roger Coma. En 2013 se estrenó la segunda y última temporada de la serie. Ese mismo año, Fresneda se incorporó al reparto de la segunda temporada de la serie histórica Isabel.
En 2014 forma parte del reparto de la primera temporada de la serie Víctor Ros de televisión española. En 2015 protagoniza la serie El Ministerio del Tiempo de televisión española junto a Aura Garrido y Rodolfo Sancho.
Fresneda ha hecho diversos cameos en series de la televisión nacional. En 2011 apareció en un episodio de la serie de Telecinco Ángel o demonio. En 2013 apareció en dos capítulos de la primera temporada de la serie Familia, también de Telecinco. Ese mismo año también participó en un episodio de la serie El don de Alba. En 2014 tuvo personajes episódicos en la serie Los misterios de Laura, de TVE; y en La que se avecina, de Telecinco.

## Filmografía

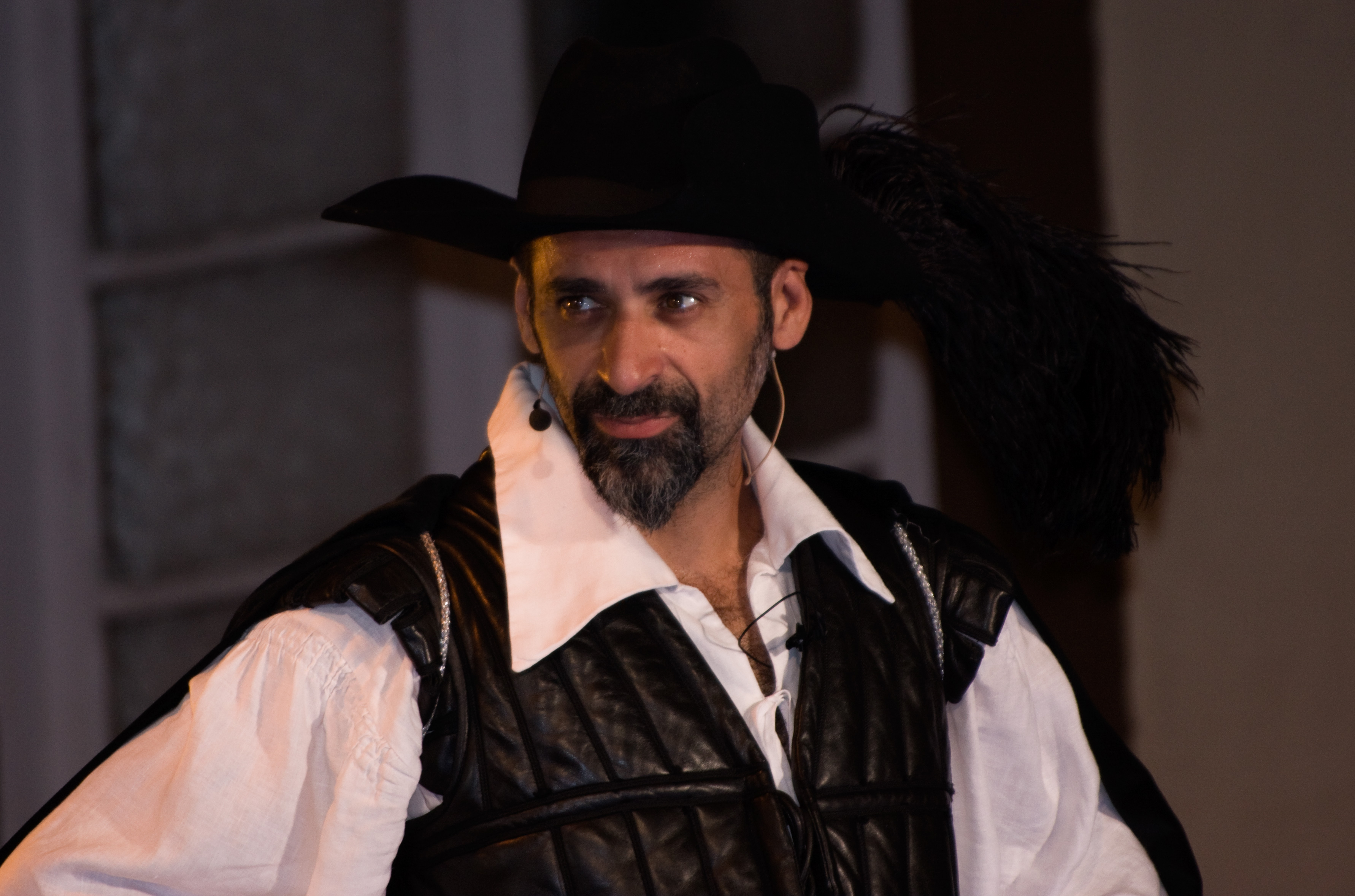
Nacho Fresneda caracterizado como Don Juan Tenorio en 2010

### Cine

#### Largometrajes
- Tranvía a la Malvarrosa (1997), de José Luis García Sánchez.
- Tre mogli (2001), de Marco Risi.
- La gran mentira del rock'n'roll (2002), de Tono Errando.
- La tarara del chapao (2003), de Enrique Navarro.
- Febrer (2004), de Sílvia Quer.
- Iris (2004), de Rosa Vergés.
- Atlas de geografía humana (2007), de Azucena Rodríguez.
- El reino (2018), de Rodrigo Sorogoyen.
- El silencio del pantano (2019), de Marc Vigil.[14]

#### Cortometrajes
- Sonata (2013), de Jon Ander Tomás.
- No pienso volver (2001), de Alicia Puig.
- Los Planetas (2006), de José Carlos Ruiz.
- Salvador (Historia de un milagro cotidiano) (2007), de Abdelatif Hwidar.

#### Doblaje
- Rollerball (2002), como Sanjay (Naveen Andrews).
- Lágrimas del sol (2003), como Terwase (Peter Mensah).
- Crash (2004), como Farhad (Shaun Toub).
- Resacón en Las Vegas (2009), como Stu Price (Ed Helms).
- The International (2009), como General Charles Motomba (Lucian Msamati).
- Terminator Salvation (2009), como Marcus Wright (Sam Worthington).
- Furia de titanes (2010), como Perseo (Sam Worthington).
- Buried (Enterrado) (2010), como Jabir (José Luis García Pérez).
- Resacón 2 ¡Ahora en Tailandia! (2011), como Stu Price (Ed Helms).
- Ira de titanes (2012), como Perseo (Sam Worthington).
- R3sacón (2013), como Stu Price (Ed Helms).
- Alisa, que no fue así (2015), como August

## Televisión

### Películas para TV
- Otra ciudad (2003), de César Martínez Herrada
- Viure sense por (2005), de Carlos Pérez Ferré.
- Projecte Cassandra (2005), de Xavier Manich.
- Un mundo para Julius (2020) como Juan Lucas

### Series de televisión

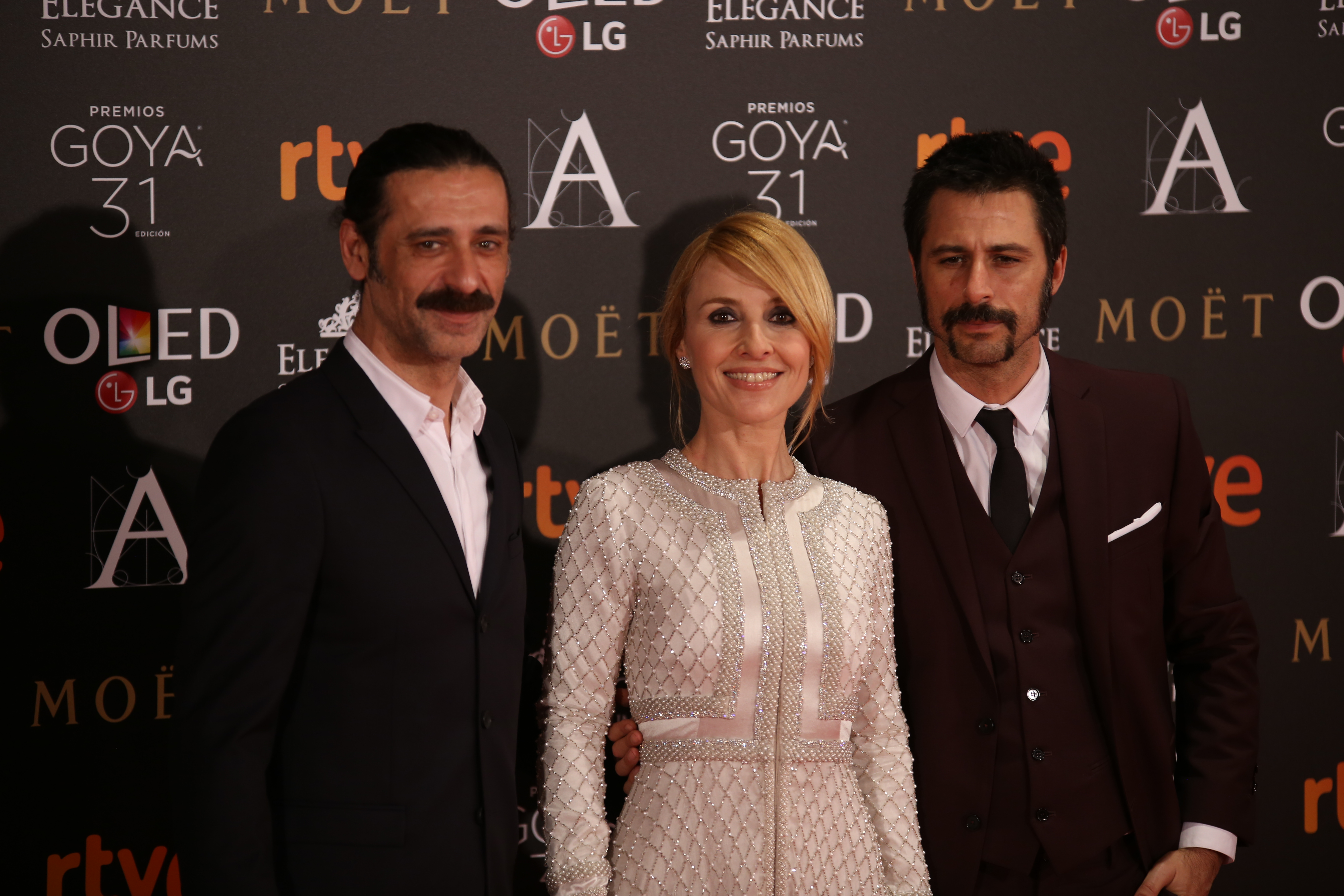
Nacho Fresneda, Cayetana Guillén Cuervo y Hugo Silva en los Premios Goya 2017

| Año               | Título                           | Personaje                         |
| ----------------- | -------------------------------- | --------------------------------- |
| 1998              | Ambiciones                       |                                   |
| 2000 - 2008       | El cor de la ciutat              | Huari Ajiram                      |
| 2002              | Mirall trencat                   | Felip                             |
| 2002 - 2011       | Hospital Central                 | Manuel Aimé Regidor               |
| 2009              | Infidels                         | Marc Guasch                       |
| 2010              | Hispania, la leyenda             | Octavio                           |
| 2010 - 2011       | Amar en tiempos revueltos        | Mauricio Salcedo Ariza            |
| 2011              | La Reina del Sur                 | Dris Larbi                        |
| 2011              | Ángel o demonio                  |                                   |
| 2012 - 2013       | Gran Nord                        | Ermengol Tarrés                   |
| 2013              | Familia: Manual de supervivencia | Carlos                            |
| 2013              | El don de Alba                   | Carlos Abrantes                   |
| 2013              | Isabel                           | Aben Hud                          |
| 2014              | Los misterios de Laura           | Nicolás Madera                    |
| 2014              | La que se avecina                | Jorge Crespo                      |
| 2014              | Víctor Ros                       | Fernando de la Escosura           |
| 2015 - 2017; 2020 | El Ministerio del Tiempo         | Alonso de Entrerríos              |
| 2019 - 2020       | El señor de los cielos           | Renzo Volpi                       |
| 2020              | Madres. Amor y vida              | José María "Chema" Tadino Herrera |
| 2020              | Antidisturbios                   | Casals                            |
| 2021 - presente   | Parot                            | Patas                             |
| 2022              | Cuéntame cómo pasó               | Doctor Losada                     |
| 2022              | Bosé                             | Luis Miguel Dominguín             |
| 2024              | Reina Roja                       | Ezequiel / Nicolás Fajardo        |

## Teatro
- Variaciones enigmàtiques, dirigida por Christophe Lidón.
- Ángel, dirigida por Jaume Pujol.
- Macbeth, dirigida por Calixto Bieito.
- Por menjar-se ànima, dirigida por Carmen Portacelli.
- L'hort dels çirers, dirigida por Lluís Pasqual.
- Cándido, dirigida por Carles Alfaro.
- No hay burlas con el amor, dirigida por Dennise Rafter
- Titanic. Pavana espectacles
- Bodas de sangre. Fundación Shakespeare de Valencia
- El burgés gentilhome. Teatre Micalet.
- Las Troyanas, de Eurípides. Adaptación de Alberto Conejero, dirigida por Carmen Portacelli

## Premios y nominaciones
Premios Feroz
| Año  | Categoría                                         | Serie                                  | Resultado |
| ---- | ------------------------------------------------- | -------------------------------------- | --------- |
| 2017 | Mejor actor protagonista de una serie             | El Ministerio del Tiempo               | Nominado  |
| 2017 | Men’s Health Hombre del año 2017                  | Men‘s Health                           | Premiado  |
| 2017 | Premio Unión de Actores                           | Mejor Actor Protagonista de Televisión | Premiado  |
| 2017 | Premi de les Arts                                 | Vicente Monfort                        | Premiado  |
| 2016 | XXV PREMIS Turia Premio Especial Actor Televisión | El Ministerio del Tiempo               | Premiado  |
| 2016 | Premio Curtas International Film Festival         | Vilagarcía de Arousa                   | Premiado  |
| 2016 | Fotogramas de Plata                               | Mejor Actor de Televisión              | Premiado  |
| 2016 | Premio Especial Antonio Ferrandis                 | Palmarés 2016 Premio Especial          | Premiado  |
| 2015 | Premio Unión de Actores                           | Mejor Actor Protagonista de Televisión | Premiado  |